# علي وعلي يدي وعلي ميديش (فلم)
علي وعلي يدي وعلي ميديش: فيلم اجتماعي من التراث الشعبي للمخرج محمد حازورلي

## قصة الفيلم
لغز تدور حوله قصة هذا الفيلم بشكل أضفى عليه طابع التشويق والإثارة لمدة ساعة ونصف قبل أن يعرف الجمهور الإجابة عن اللغز.
يروي هذا الفيلم قصة رجل بدوي الفنان القدير محمد عجايمي جميل الشكل ومن أسرة ثرية حيث يملك أراضي فلاحية وخيرات كبيرة، تزوج من امرأتين أنجبت له الأولى التي تدعى بدرة (أمينة لوكيل) ولدا سماه علي (كمال عقيل) مثل جده الذي توفي منذ مدة، أما الزوجة الثانية المسماة رقية (خيرة زوقار) فأنجبت له هي الأخرى ولدا آخر وسماه كذلك علي (أحمد العوني)، وتتعقد أمور هذا الرجل البدوي الثري عندما يتعلق بحب فتاة جميلة جدا تدعى ملوكة (نوال مسوسة) تعيش حياة العوز مع أمها في بيت صغير جدا بقمة الجبل، غير أن حياة هذه الفتاة اليتيمة تدخل نفقا مظلما بعد أن تعرضت للاغتصاب من رجل سكن القرية يدعى الهبري (عيسى بونقابي)، حيث حملت منه وسعيا منها لإخفاء هذا العار قررت الهجرة من القرية رفقة أمها، لكن مسار حياتها تغير بمجرد أن قصدت بطل الفيلم وهو ذلك الرجل البدوي الثري طالبة منه الإعانة من أجل السفر بعيدا، غير أن هذا الرجل فضل طريقا آخر وهو حمايتها وسترها بالزواج منها رغم أنه تقدم لخطبتها في وقت سابق ورفضته. ولم تنته قصة هذا الرجل الثري عند هذا الحد بل انجبت له ملوكة ولدا قرر تبنيه ولم يرض له اسما آخر غير اسم «علي» (بوعبد الله الهواري)، غير أن هذا بقي سرا بينه وبين الزوجة الثالثة والنتيجة أن الرجل أصبح لديه ثلاثة أبناء يحملون اسم «علي» وتعقدت أمور هذه العائلة مع تقدم البطل في السن إلى أن أصبح طريح فراش المرض، وفي ساعة الاحتضار أدلى للإمام (عسري بن كعكع) الذي كان يرافقه بوصية هي عنوان ولغز هذا الفيلم الاجتماعي وتتعلق بالميراث «علي وعلي يدي وعلي ميديش»، ومات الرجل تاركا هذا اللغز الغريب لأبنائه الثلاث، قبل أن يسافروا إلى مدينة بعيدة وبمغامرة عجيبة وجدوا فعلا الحل لهذا اللغز وعرفوا من يكون علي الذي ليس الحق في الميراث. وبهذا الفيلم الاجتماعي نجح المخرج محمد حازرلي في تسليط الضوء على جوانب من حياة البداوة والريف بطابع مشوق للغاية إلى جانب أن الفيلم الذي انتجه بلهادي بوحميدي شاركت فيه وجوه سنيمائية وطنية كبيرة على غرار الممثل القدير محمد عجايمي.

## الممثليين
شارك فيه وجوه سنيمائية جزائرية كبيرة على غرار:
- -محمد عجايمي في دور الرجل البدوي
- -كمال عقيل في دور علي 1
- -أحمد العوني في دور علي 2
- -أمينة لوكيل في دور بدرة
- -نوال مسوسة في دور ملوكة
- -خيرة زوقارفي دور رقية
- -بوعبد الله الهواري في دور علي 3
- -عيسى بونقابي في دور الهبري

1. ↑  عارف، فريق موسوعة (18 نوفمبر 2023). "علي وعلي يدي وعلي ميديش (فيلم)". {{استشهاد بدورية محكمة}}: الاستشهاد بدورية محكمة يطلب |دورية محكمة= (مساعدة)
2. ↑  قاسم، محمود. موسوعة الأفلام العربية - المجلد الثاني. E-Kutub Ltd. ISBN:978-1-78058-322-8.
3. ↑  "علي وعلي يدي وعلي ميديش (فيلم), the Glossary". ar.unionpedia.org. اطلع عليه بتاريخ 2024-08-06.